# NGC 39
NGC 39는 안드로메다자리 방향에 위치한 나선 은하이다.